# Taktyczna broń jądrowa

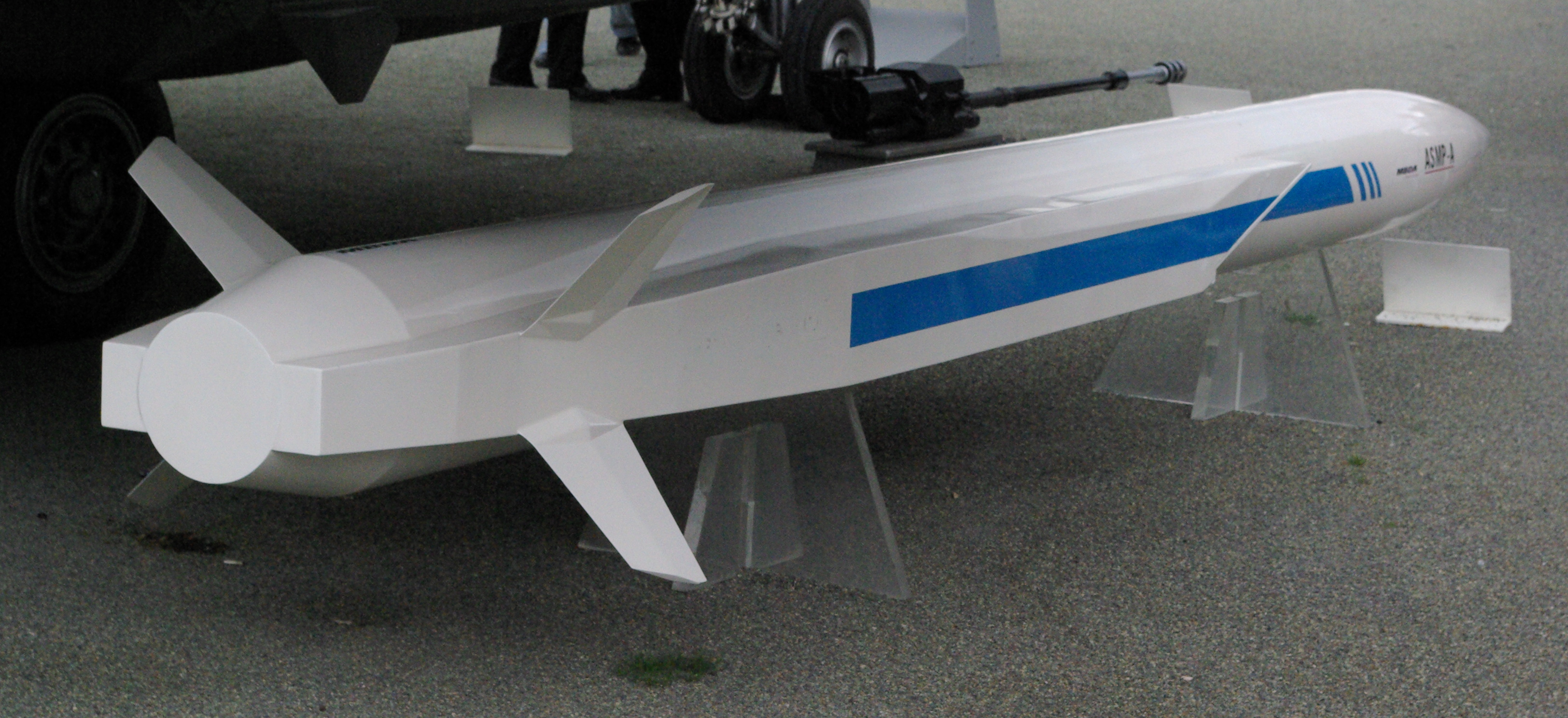
Francuski taktyczny pocisk jądrowy ASMP-A

Taktyczna broń jądrowa lub niestrategiczna broń jądrowa (ang. tactical nuclear weapon, TNW; non-strategic nuclear weapon, NSNW) – broń jądrowa krótkiego zasięgu, zdolna do przenoszenia ładunków jądrowych na odległość maksymalnie 450–500 km. Przeznaczona jest do bezpośrednich działań bojowych, dlatego też może być wykorzystywana w działaniach taktycznych o ograniczonym charakterze.
Do kategorii tej zaliczane są między innymi bomby grawitacyjne czy wyrzutnie rakietowe średniego zasięgu. Moc współczesnych taktycznych głowic nuklearnych przekracza kilkanaście lub kilkadziesiąt razy siłę ładunków zrzuconych na Hiroszimę i Nagasaki.

## Historia
Taktyczna broń atomowa jest spuścizną zimnej wojny, o której istnieniu wydawało się, że świat na długi czas zapomniał. Jak dotychczas nie była obejmowana przez kolejne traktaty o ograniczeniu zbrojeń strategicznych, a jedyny sposób w jaki odniesiono się do kwestii jej istnienia były tzw. Presidential Nuclear Initiatives (PNIs) z 1991 oraz 1992 roku. PNIs były jednostronnymi, nieformalnymi inicjatywami, w wyniku których najpierw amerykański prezydent George Bush senior, a później w ślad za nim prezydent ZSRR Michaił Gorbaczow, zobowiązali się do zniszczenia znacznych ilości TNW będącej w arsenałach obu krajów. Inicjatywy nie posiadały jednak mechanizmów weryfikacji, wobec czego trudno jest ustalić obecnie, czy wszystkie ich zobowiązania zostały wypełnione, jak również, ile sztuk broni tego typu pozostaje jeszcze w składach obydwu państw. Wedle informacji amerykańskiego Departamentu Stanu w rezultacie PNIs USA zniszczyły 3000 sztuk TNW.
Szacuje się, iż obecnie w arsenałach pozostaje od 500 do 1000 sztuk po stronie amerykańskiej (w tym ok. 200 rozmieszczonych w bazach krajów NATO w Europie) oraz od 2000 do 6000 po stronie rosyjskiej. Uwzględniając strategiczną broń atomową ocenia się, że USA i Rosja posiadają łącznie ok. 90% światowych zasobów głowic nuklearnych. Dzisiaj niemal wszyscy eksperci zajmujący się tematyką atomowego rozbrojenia są zgodni, że dla urzeczywistnienia idei prezydenta Obamy konieczne jest podjęcie rozmów na temat redukcji TNW.
Taktyczna broń atomowa to broń o mniejszej sile rażenia niż strategiczna, przenoszona na mniejsze odległości, zaprojektowana raczej w celu użycia na polu bitwy niż do atakowania dużych aglomeracji miejskich czy centrów przemysłowych, co uznaje się za „domenę” strategicznej broni atomowej.
Brak obecności kwestii ograniczenia TNW w światowym dyskursie rozbrojeniowym doprowadził do tego, iż nie wypracowano, tak jak chociażby w przypadku rakiet balistycznych, jasnych definicji, nakreślających linię podziału pomiędzy taktyczną a strategiczną bronią atomową. Wobec tego, według The Congressional Research Service, agencji amerykańskiego Kongresu zajmującej się opracowywaniem analiz polityczno-prawnych, za TNW należy uznawać broń atomową nieobjętą dotychczas ustanowionymi traktatami o kontroli zbrojeń strategicznych.
Pomimo wezwania Amerykanów, przez coraz większą liczbę przywódców europejskich, do wycofania ze starego kontynentu broni atomowej, Stany Zjednoczone twierdzą, że ich taktyczna broń musi pozostać w Europie.
Jak długo istnieć będzie broń jądrowa, NATO pozostanie sojuszem jądrowym. W ten sposób sekretarz stanu USA Hillary Clinton pospieszyła uspokoić przeciwników wycofania amerykańskiej atomowej broni taktycznej z terytorium Europy.
Ponadto, podkreśliła, że wszelka redukcja liczby amerykańskich taktycznych głowic bojowych w Europie powinna stać się częścią negocjacji z Rosją, która także posiada taktyczną broń atomową. Tyle, że cała rosyjska broń atomowa znajduje się na terytorium Rosji. Moskwa nie raz oświadczała, że jest gotowa prowadzić z Waszyngtonem dialog o redukcji atomowej broni taktycznej, ale tylko wtedy, gdy jego broń także zostanie wycofana.
Kwestia atomowej broni taktycznej NATO, czyli Stanów Zjednoczonych, rozdzieliła kontynent europejski na wschód i zachód. Zachodnioeuropejskie państwa, między innymi Niemcy, Belgia, Holandia, Luksemburg i Norwegia opowiadają się za wycofaniem tej broni z terytorium Europy. Argumentują to tym, że atomowa broń taktyczna była rozmieszczona w Europie w latach zimnej wojny i wymierzona w Związek Radziecki oraz państwa Układu Warszawskiego. Zimna wojna się skończyła, wiele państw Układu Warszawskiego weszło do NATO i jedynym celem tej broni pozostaje dziś Rosja. Zgodnie z tym, rozmieszczenie atomowej broni taktycznej w Europie nie tylko straciło sens, ale i podważa euroatlantyckie bezpieczeństwo, obniżając poziom zaufania pomiędzy NATO i Rosją.
Przeciw wycofaniu atomowej broni taktycznej z Europy występują państwa Europy Wschodniej, przede wszystkim państwa nadbałtyckie. Jak twierdzą, atomowa broń taktyczna jest dla nich znakiem poparcia ze strony USA w kwestii zagwarantowania bezpieczeństwa.